# Reinhard Libuda
Reinhard Libuda (10. oktober 1943 – 25. august 1996) var en tysk fodboldspiller (højre midtbane).
Han spillede primært for Schalke 04, hvor han var tilknyttet i sammenlagt elleve sæsoner. Han repræsenterede også Schalkes ærkerivaler Borussia Dortmund, ligesom han havde et udlandsophold hos RC Strasbourg i Frankrig. Med Dortmund triumferede han i 1966 i Pokalvindernes Europa Cup, mens det med Schalke i 1972 blev til sejr i DFB-Pokalen.
Libuda spillede desuden 26 kampe for Vesttysklands landshold, hvori han scorede tre mål. Han var en del af det vesttyske hold der vandt bronze ved VM i 1970 i Mexico, og spillede fem af holdets seks kampe under turneringen.

## Titler
Pokalvindernes Europa Cup
- 1966 med Borussia Dortmund

DFB-Pokal
- 1972 med Schalke 04